# Две пьесы для малого оркестра
Две пьесы для малого оркестра (англ. Two Pieces for Small Orchestra) — сборник из двух симфонических поэм, написанный Фредериком Делиусом в 1911—1912 годах. Первое исполнение пьес состоялось в Лейпциге в 1913 году.

## История
В первом десятилетии XX века Фредерик Делиус был более известен в континентальной Европе, нежели в своей родной Британии: он жил во Франции и добился большей части своего музыкального успеха в Германии. Среди его композиций этого периода ― «Песни заката» (англ. Songs of Sunset, 1906-07), оркестровое переложение английской народной песни «Brigg Fair» (1907) и «В летнем саду» (англ. In a Summer Garden, 1908). Делиус завершил первую из своих двух пьес для малого оркестра («Летняя ночь на реке») в 1911 году и работал над второй («Слушая первую кукушку весной») в 1912 году.
Эти две работы были впервые представлены Лейпцигским оркестром Гевандхауза под управлением Артура Никиша 23 октября 1913 года. Несмотря на то, что поэма «Летняя ночь на реке» была закончена Делиусом раньше, в программе концерта она была обозначена под вторым номером. Две пьесы были презентованы под общим названием «Stimmungsbilder» (в переводе ― «картины настроения»). Первое исполнение композиции в Великобритании было представлено Королевским филармоническим обществом на концерте в Куинс-холле 20 января 1914 года под управлением Виллема Менгельберга.
Оркестровая партитура поэм была опубликована кёльнским издательством Tischer & Jagenburg в 1914 году с посвящением музыкальному меценату Генри Балфуру Гардинеру, в 1930 году ноты поэм опубликовало Oxford University Press. В 1914 году Герард Бунк сделал аранжировку пьес для фортепиано соло, в 1930 году Питер Уорлок переложил их для фортепианного дуэта.

## Структура

### «Летняя ночь на реке»
Поэма была сочинена в 1911 году в Гре-сюр-Луэн. Произведение написано для двух флейт, гобоя, двух кларнетов in B♭, двух фаготов, двух валторн in F и струнных. Оно открывается тихим вступлением в соль мажоре и в размере 12/8. После восьмого такта тональность меняется на до мажор. Тактовый размер на протяжении большей части сочинения ― 6/4, но также встречаются секции в 6/8, 9/8, 3/4 и 4/4.

### «Слушая первую кукушку весной»
Это более длинная из двух пьес, обычное время исполнения которой составляет от шести до семи минут. Музыкант Томас Бичем назвал её самым известным произведением композитора. Оригинальная рукопись пьесы считается утерянной, но сохранилась черновая версия, которая сейчас хранится в Музее Грейнджера в Мельбурне. Существует аранжировка композиции для органа: её сделал в 1934 году Эрик Фенби.
Произведение открывается в тональности до мажор и в размере 6/4 медленным трёхтактовым вступлением. Основная тема («С лёгким плавным движением»), которую поочерёдно исполняют гобой и струнные, изображает звучание кукушки. Вторая тема написана для первых скрипок и взята из норвежской народной песни «В долине Ола», с которой Делиуса познакомил композитор Перси Грейнджер. Этот мотив ранее использовал Эдвард Григ в своих «19 норвежских народных песнях», соч. 66 (в № 14). Грейнджер сравнил две аранжировки песни: «Обработка Грига концентрированная, чистая, миниатюрная и резкая … Переложение Делиуса обладает роскошной насыщенностью». Бичем сказал о пьесе Делиуса: «Она, конечно, достигает совершенства, хотя я не могу согласиться с суждением одного критика о том, что она демонстрирует силу оркестровки Фредерика в самом лучшем виде».
В 1973 году Лайонел Карли писал: «Где бы ни коренилось вдохновение композитора, при прослушивании [поэмы] инстинктивно возникает английская природная обстановка». Кристофер Палмер вслед за Грейнджером также сравнил отношение Делиуса и Грига к народной мелодии:
«Первая кукушка» — это не скромная пьеса с народно-песенной наивной свежестью; напротив, она значительно усложнена. Тема «В долине Ола» переплетается с другой, заметно напоминающей творчество Грига, которая появляется в начале, обусловливает ритмическую сущность и определяет общую атмосферу произведения. <…> В отличие от Грига, Делиус весьма свободно обращается с мелодией, создавая мягкое растворение гармонии".